# Szlak Kaszubski
Szlak Kaszubski – czerwony znakowany szlak turystyczny wytyczony przez obszar powiatów kartuskiego i kościerskiego prowadzący z Kamienicy Królewskiej do miejscowości Olpuch, kaszubskim obszarem województwa pomorskiego (liczący ok. 131 km długości).

## Przebieg Szlaku

### Lasy Mirachowskiena obszarzeKaszubskiego Parku Krajobrazowego
- Sierakowice
- Kamienica Królewska
- Junno – jezioro
- Jezioro Potęgowskie
- Rezerwat przyrody Szczelina Lechicka
- Rezerwat przyrody Lubygość
- Rezerwat przyrody Żurawie Błota
- Mirachowo
- Rezerwat przyrody Staniszewskie Zdroje
- Sianowo
- Sianowska Huta
- Pomieczyńska Huta
- Jezioro Białe
- jeziora kartuskie
- Kartuzy

### Szwajcaria Kaszubskaw obrębieKaszubskiego Parku KrajobrazowegoiWzgórz Szymbarskich
- rezerwat przyrody Zamkowa Góra
- Kosy
- Tamowa Góra
- jeziora chmieleńskie
- Chmielno
- Chmielonko
- Małe Brodno – jezioro
- Ręboszewo
- Brodno Wielkie – jezioro
- Brodnica Dolna
- Jastrzębia Góra
- Ostrzyce
- Łosiowa Dolina
- Jezioro Ostrzyckie
- Krzeszna
- Jezioro Patulskie
- Gołubie
- Jezioro Dąbrowskie

### Odcinekkościersko-wdzydzki
- Skorzewo
- Jezioro Wieprznickie
- Garczyn – jezioro
- Łubiana
- Grzybowski Młyn
- Rezerwat przyrody Wda - Trzebiocha
- Loryniec
- Czarlina
- Jelenie – jezioro
- Wdzydze
- Kaszubski Park Etnograficzny we Wdzydzach
- Gołuń – jezioro
- Gołuń
- Olpuch

## Galeria

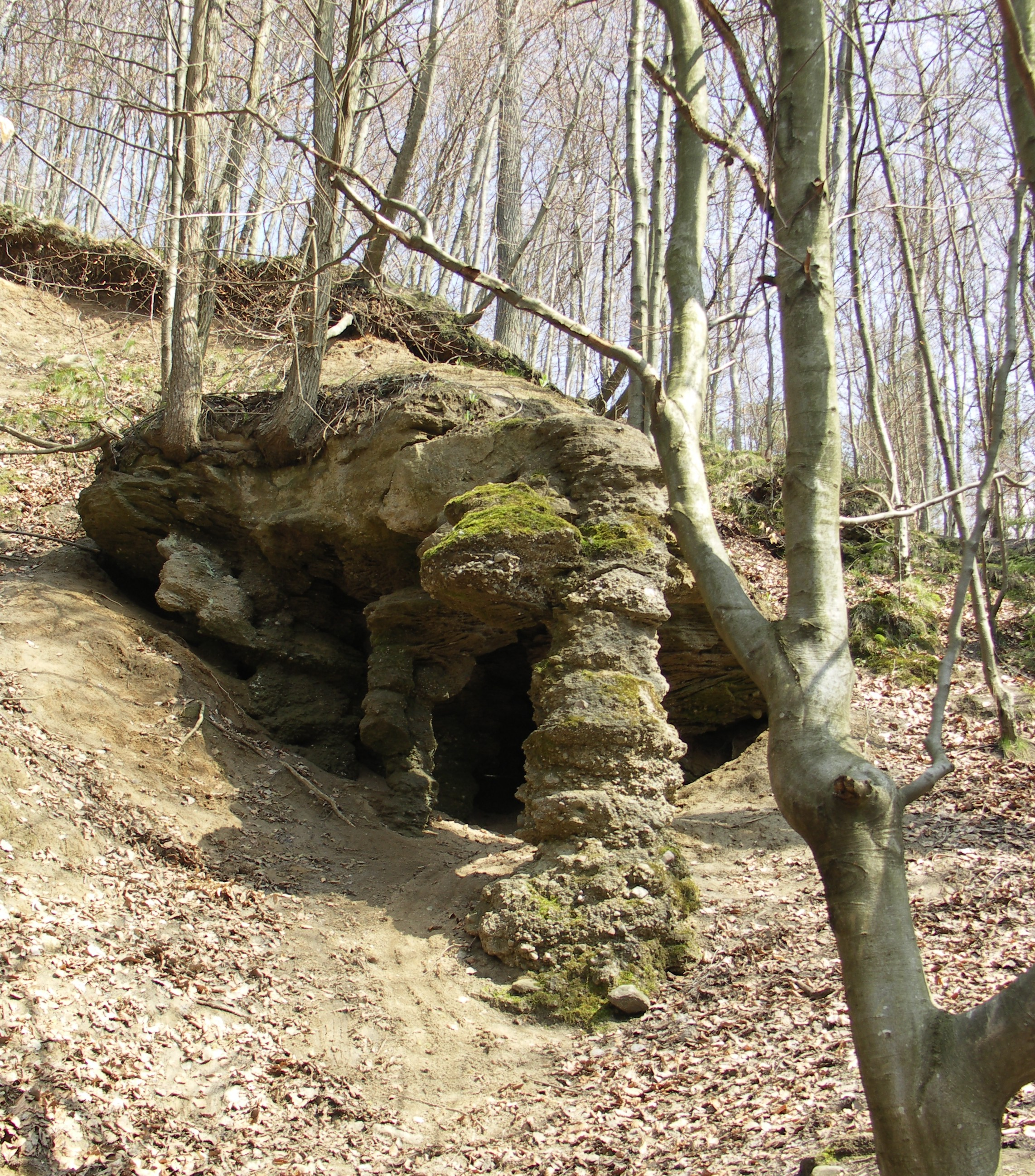
Jaskinia nad jeziorem Lubogoszcz
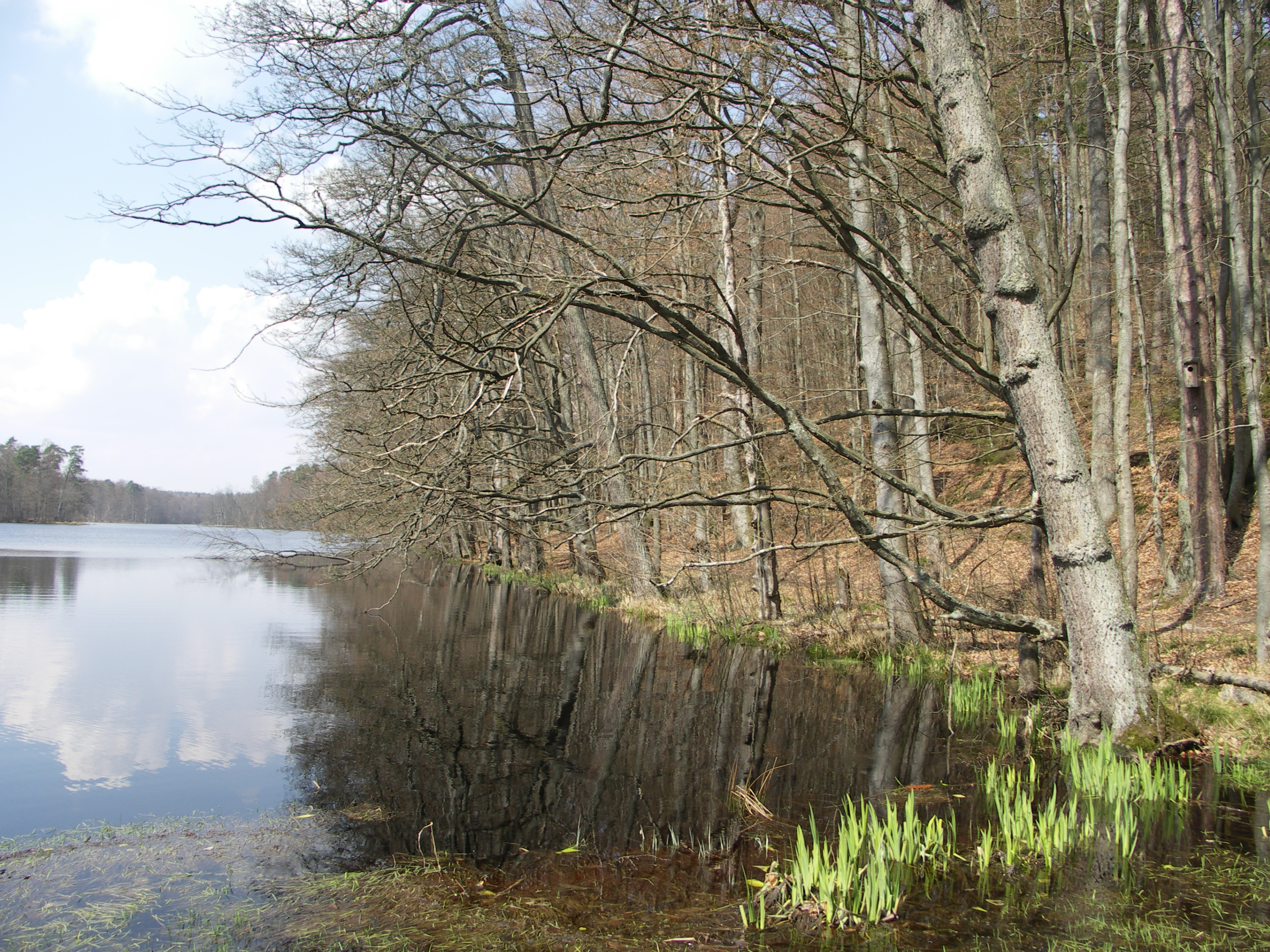
Widok na Jezioro Lubogoszcz
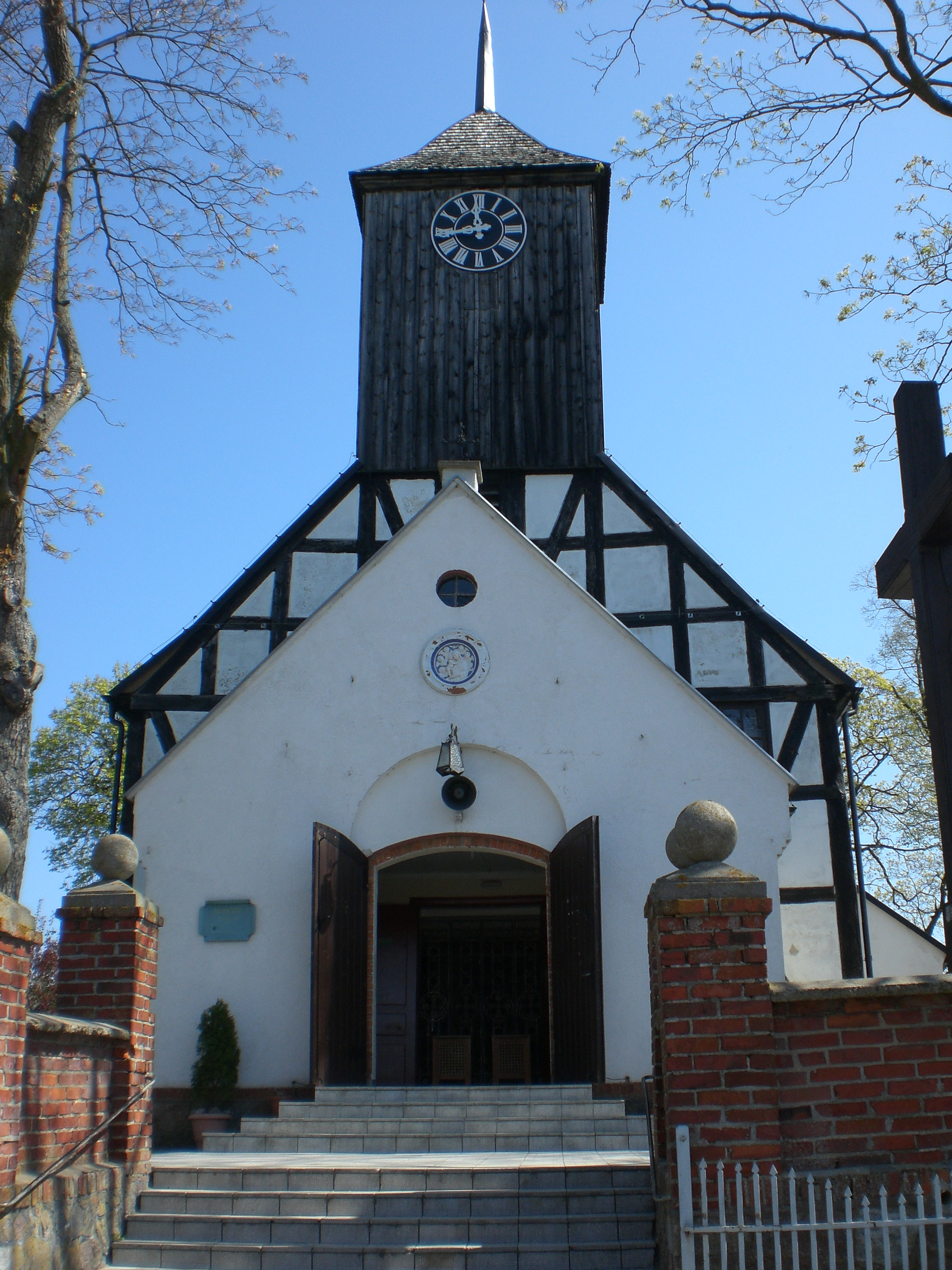
Kościół – Sanktuarium Królowej Kaszub w Sianowie
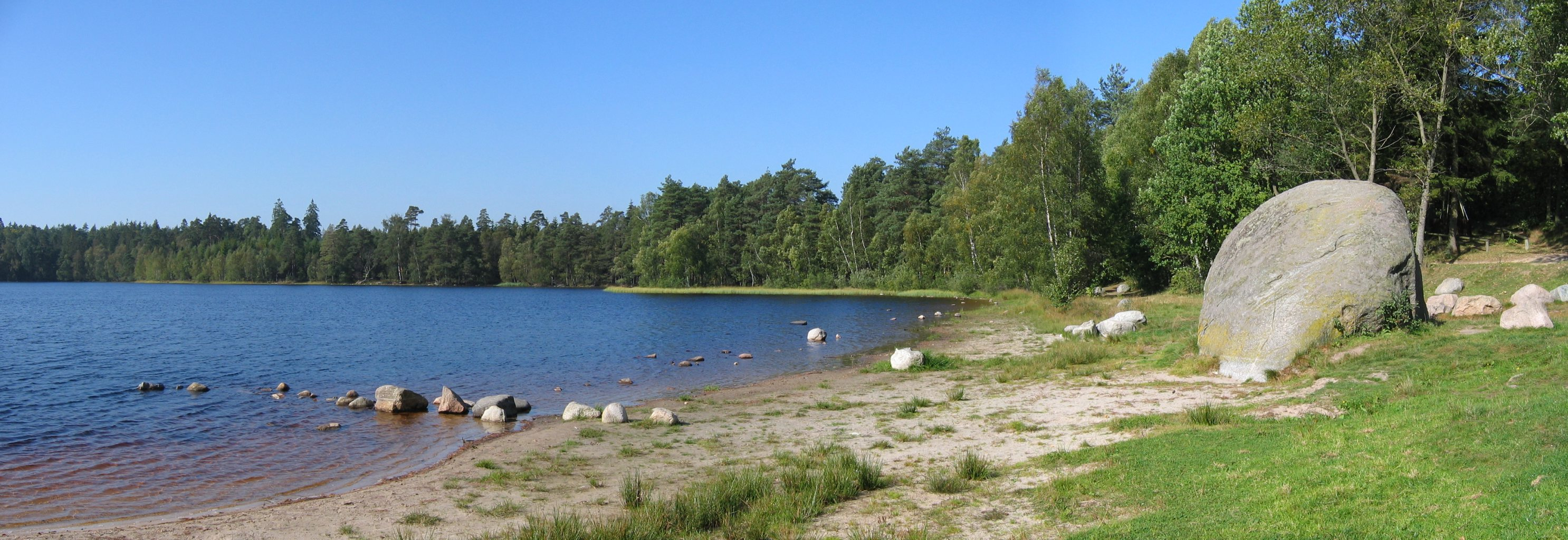
Diabelski Kamień nad jeziorem Kamiennym / Rezerwat Żurawie Błota
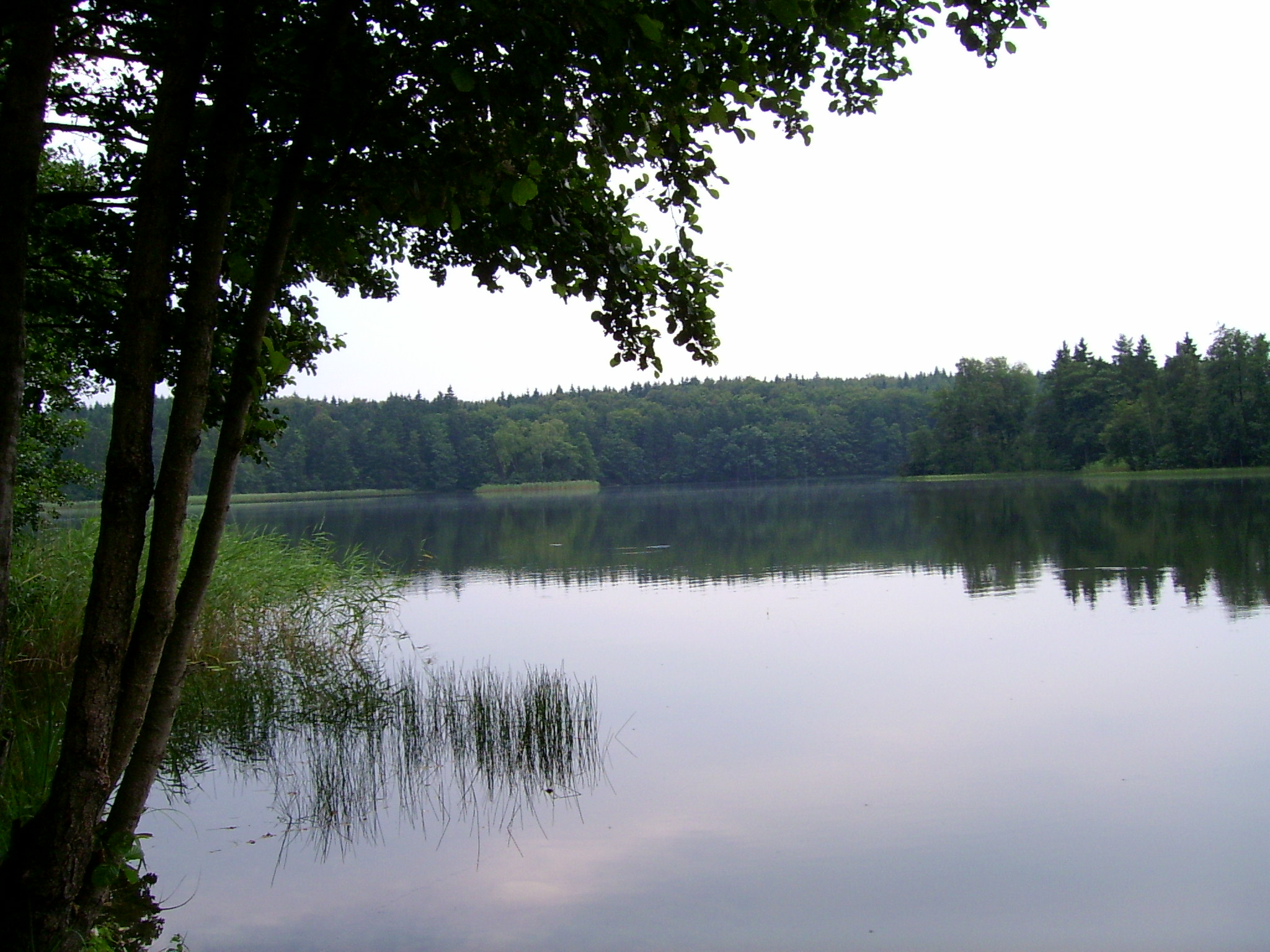
Białe Jezioro

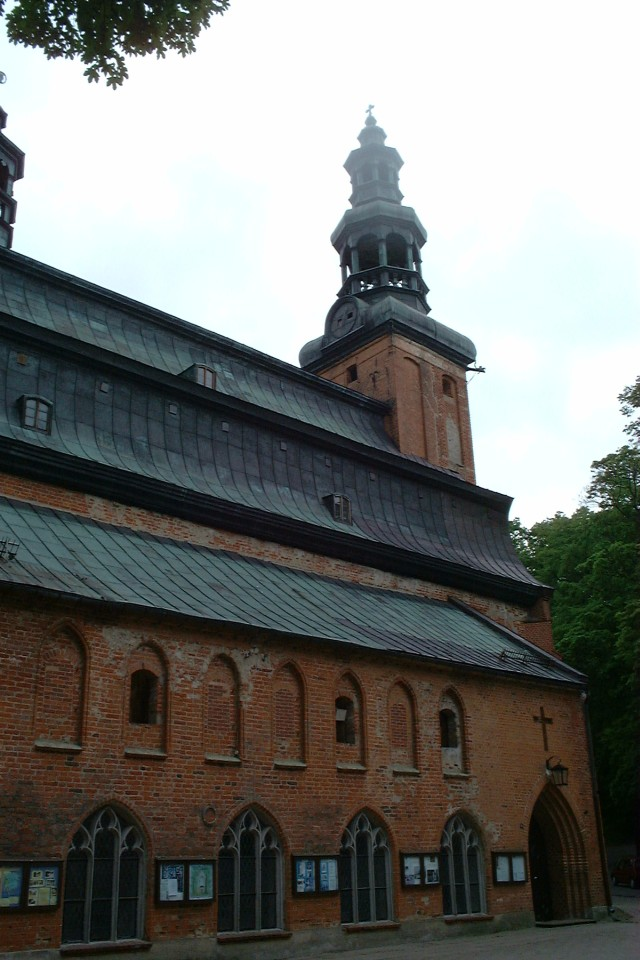
Kolegiata w Kartuzach
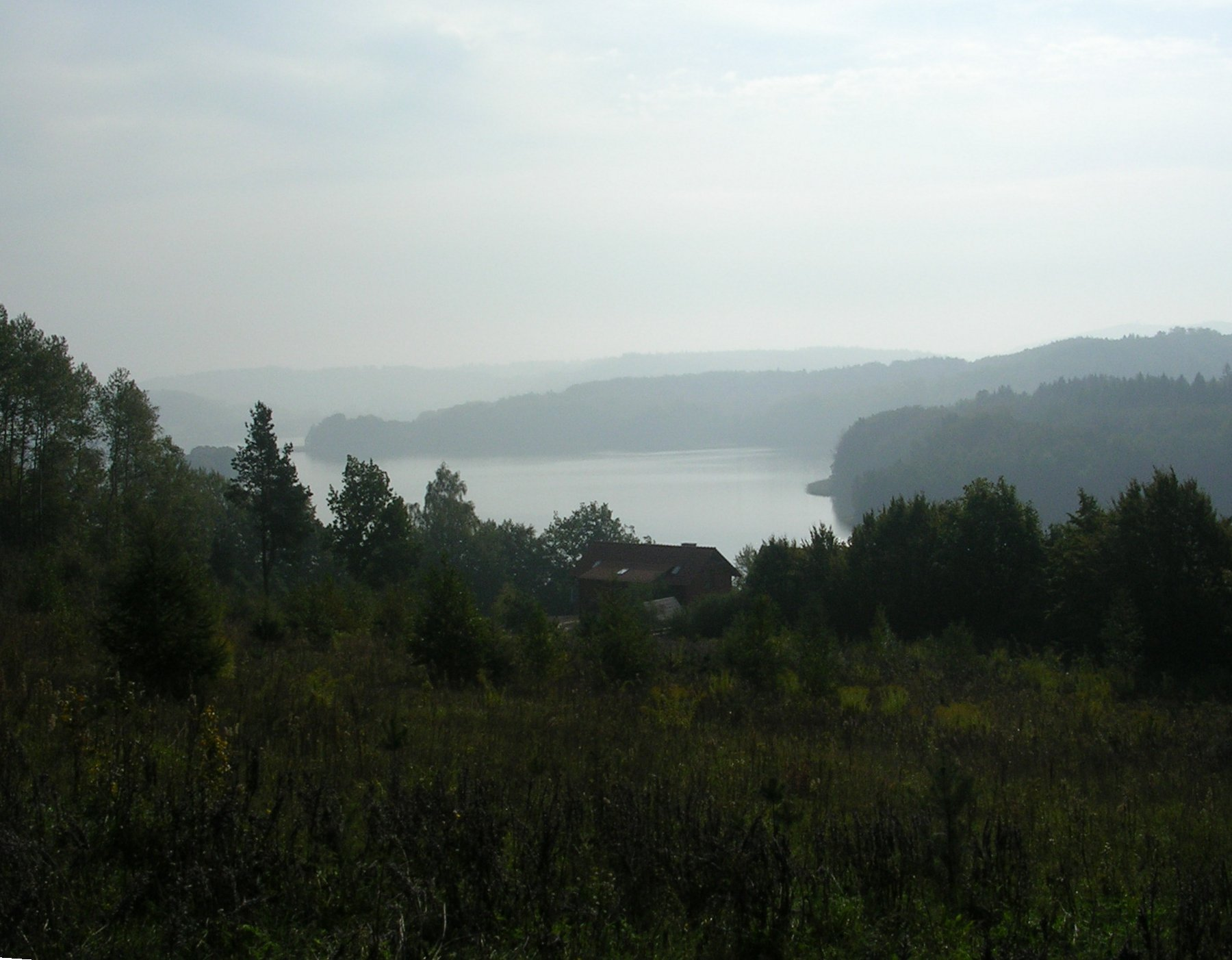
Jezioro Ostrzyckie
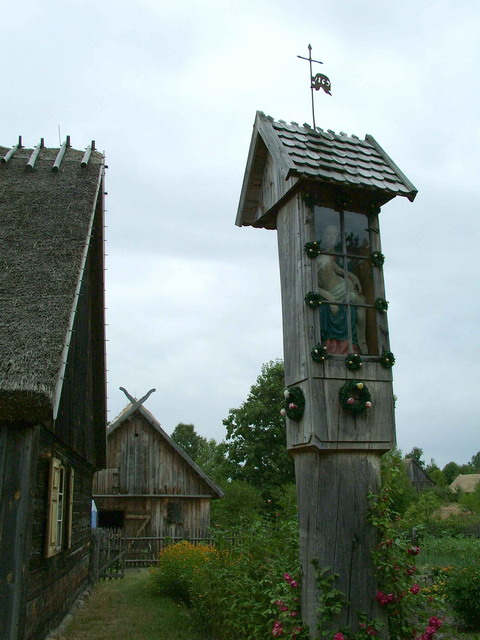
Skansen we Wdzydzach
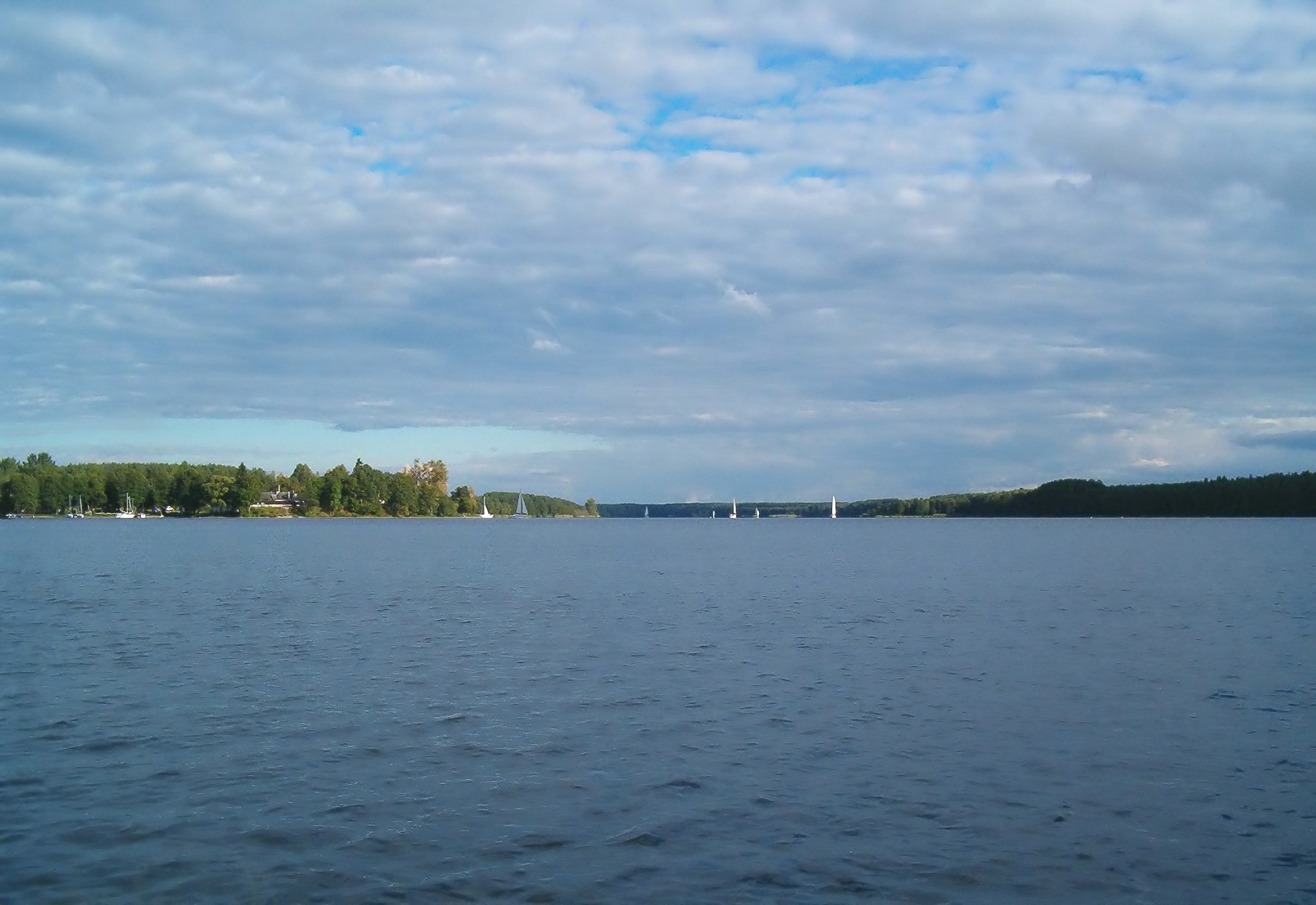
Gołuń – jezioro
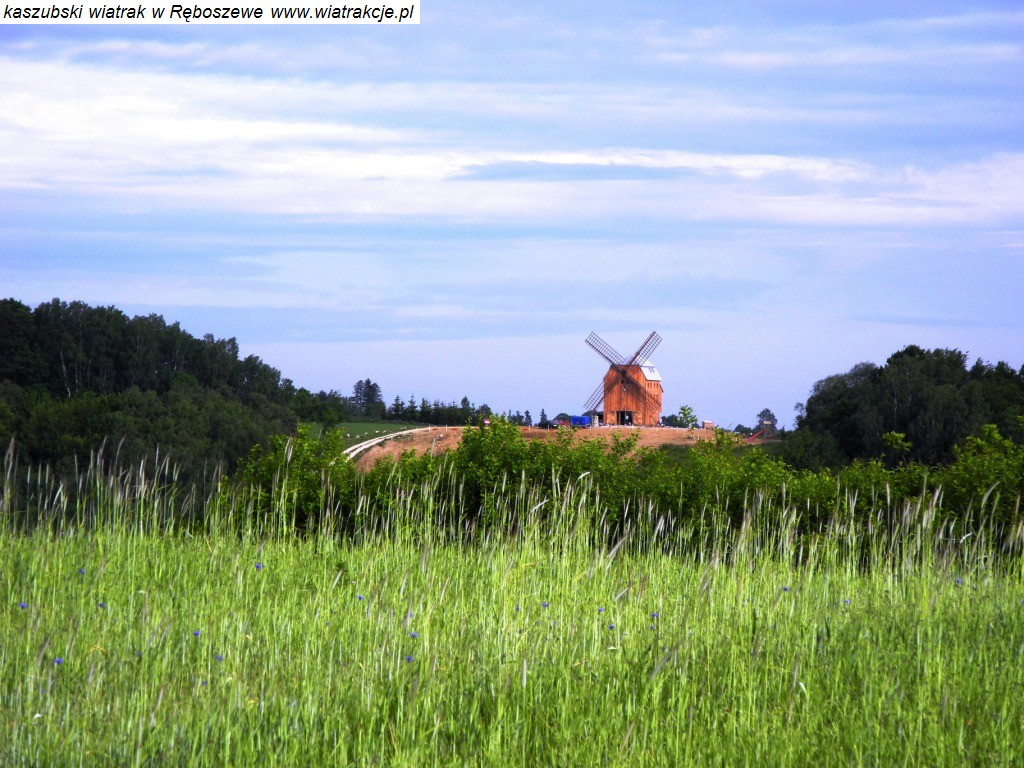
widok z Grzebieńca na wiatrak w Ręboszewie (kawiarnia i punkt widokowy)